# 稲荷前駅
稲荷前駅（いなりまええき）は、かつて愛知県丹羽郡岩倉町稲荷（現在の岩倉市）にあった名古屋鉄道犬山線の駅。
大山寺駅 - 岩倉駅間に存在した。駅名は近くの稲荷社に由来する。稲荷前駅周辺の現在の地名は岩倉市稲荷町である。

## 歴史
- 1912年（大正元年）8月6日 - 名古屋電気鉄道一宮線（枇杷島 - 枇杷島橋 - 岩倉 - 西印田）、犬山線（岩倉 - 犬山）が開業。徳重 - 岩倉間に稲荷駅が設置される[3]。
- 1913年（大正2年）3月27日  - 稲荷前駅に改称の旨届出[4][3]。
- 1921年（大正10年）7月1日  - 名古屋電気鉄道が一宮線・犬山線を名古屋鉄道へ譲渡。名古屋鉄道一宮線の駅になる。
- 1941年（昭和16年）8月12日  - 一宮線の枇杷島橋 - 岩倉間が犬山線に編入され、犬山線の駅となる。
- 1944年（昭和19年） - 休止。
- 1969年（昭和44年）4月5日 - 廃止。

## 駅構造
ホームは2面2線の地上駅。

## 利用状況
岩倉町史を引用した『岩倉市史 中巻』によると、年別一日平均乗車人員は以下の通りであった。
- 1915年 - 23人
- 1922年 - 41人
- 1926年 - 41人

## 駅周辺
- 稲荷社　（明暦年間創建と伝えられる）

## 隣の駅
所属路線、隣の駅は営業時代のもの。
名古屋鉄道
犬山線
特急・急行・準急
通過
普通
大山寺駅 - 稲荷前駅 - 岩倉駅